# Allrise Capital
Allrise Capital Inc. — багатостратегічна інвестиційна компанія. Штаб-квартира знаходиться в місті Ірвайн, штат Каліфорнія, США. Інвестиційні мандати компанії включають нерухомість, венчурний капітал і спеціальні можливості в США та окремих ринках, що розвиваються.

## Історія
Allrise Capital Inc. була заснована 11 травня 2016 року.
2020 – Купівля стадіонного комплексу «Чорноморець», Одеса, Україна.
2021 – Придбання паперової фабрики Ponderay.
2023 — Створення жіночої футбольної команди SeaSters, Одеса, Україна.

## Підконтрольні компанії та проєкти
Портфель Allrise Capital Inc. включає низку компаній у різних галузях.

### Паперова фабрика
Паперова фабрика в Ньюпорті, штат Вашингтон (США) площею 900 акрів вважається[ким?] одним із найбільших виробництв газетного паперу на Західному узбережжі США. 

### Виноградники
Будівництво та проєкт розвитку виноградників “Napa Valley”, площею 130 акрів, розташованих у долині Напа (штат Каліфорнія, США), що вважається одним з найкращих у світі виноробних регіонів[ким?].

### Блокчейн і технології
Allrise Capital Inc. володіє та управляє 100% Merkle Standard.

### Стадіон «Чорноморець»
Стадіон «Чорноморець» (колишня назва «Центра́льний стадіо́н ЧМП») — футбольний стадіон в Одесі. Інвестиційна компанія Allrise Capital Inc. придбала його у 2020 році.
Стадіон «Чорноморець» має  зручне розташування і знаходиться за 20 хвилин від міжнародного аеропорту Одеси та за 271 метр від берегової лінії Чорного моря. 
Він має найвищу IV категорію УЄФА та може проводити матчі Ліги чемпіонів УЄФА. Стадіон «Чорноморець» є домашнім стадіоном для  одеського футбольного клубу «Чорноморець» та використовується для спортивних заходів, концертів та інших подій.
Стадіон «Чорноморець» — це спортивний комплекс, що включає в себе стадіон, готель, 2 ресторани і бар, бізнес-центр, найбільший у місті фітнес-клуб з 25-метровим басейном Олімпійського типу, конференц-зал, музей, відкритий та закритий паркінг, фудкорти. 

### Взаємодія з ФК «Чорноморець»
З вересня 2022 року компанія Allrise Capital Inc. здійснює активну співпрацю з одеським футбольним клубом «Чорноморець», ставши офіційним титульним спонсором команди. Це партнерство не лише підтримує розвиток спорту в регіоні, а й є проявом соціальної відповідальності компанії у важливий період для країни.
У контексті складної ситуації в країні, компанія Allrise Capital Inc. надає додаткову фінансову допомогу ФК «Чорноморець» поза рамками генерального спонсорства[яку?]. Крім того, компанія надає клубу безкоштовне користування футбольним полем, інфраструктурою стадіону та надає приміщення для адміністрації клубу в офісних приміщеннях комплексу.
Додатково, на території стадіонного комплексу «Чорноморець», розташований музей ФК «Чорноморець», який став відкритою пам'яткою історії та спорту для місцевих жителів і гостей міста.

### Жіночий футбольний клуб SeaSters
SeaSters — жіноча футбольна команда з Одеси, яка стала першою футбольною командою, заснованою у 2023 році під час повномасштабної війни в Україні. Керує командою головний тренер Євген Додурич, а тренерські обов'язки взяла на себе Наталія Ігнатович, яка раніше очолювала юнацьку збірну України з футболу. Капітаном SeaSters є досвідчена нападниця збірної України — Ольга Бойченко. Бойченко може похвалитися численними виступами в чемпіонатах України, чемпіонатах Європи та чвертьфіналах Ліги чемпіонів УЄФА. Свій перший матч у Чемпіонаті України Першої ліги SeaSters провели з київської командою «Атекс». Цей матч закінчився перемогою SeaSters з рахунком 0:17. Футбольний клуб SeaSters домігся значних успіхів і вийшов у Прем'єр-лігу України сезону 2023/2024. Команда активно займається благодійністю, послідовно після кожного офіційного матчу виділяє кошти на допомогу Збройним Силам України та постраждалим у військових конфліктах. Серед їхніх зусиль – організація благодійних акцій, розіграш футболок, активна участь у волонтерській діяльності.
Щоб сприяти зростанню та видимості жіночого футболу в Україні, клуб старанно підтримує присутність у соціальних мережах і створює контент на YouTube, наприклад, документальний фільм про зародження та перші успіхи команди, а також інтерв’ю з видатними представницями спорту.

## Благодійність

### Благодійність в Україні

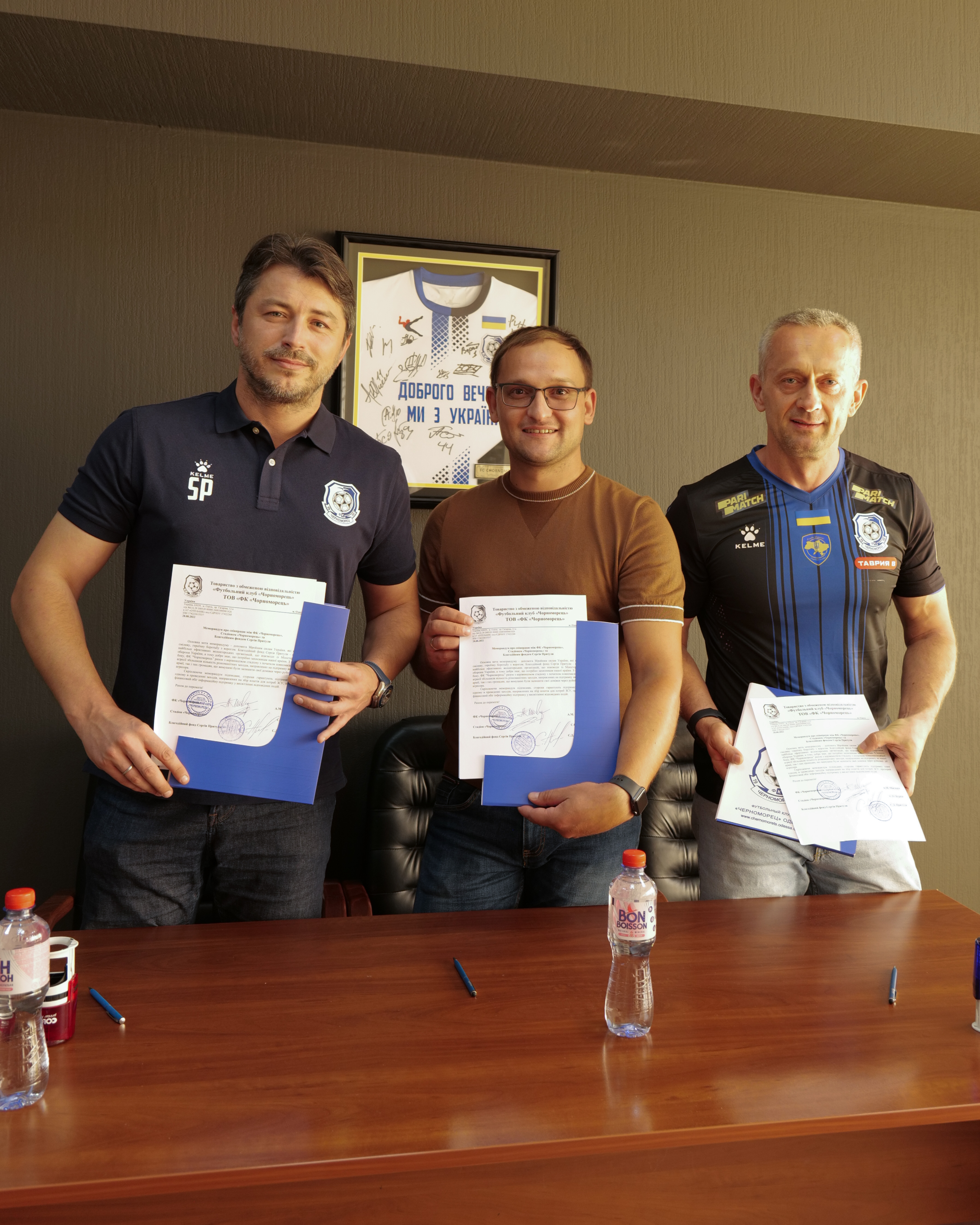

З початком повномасштабної війни в Україні компанія налагодила зв’язки і співпрацює з рядом благодійних фондів, включаючи Благодійний Фонд Сергія Притули. Спільними зусиллями було відкрито та організовано роботу «Центру підготовки цивільних. Одеса», який щотижня проводить інформаційно-практичні тренінги для всіх бажаючих.

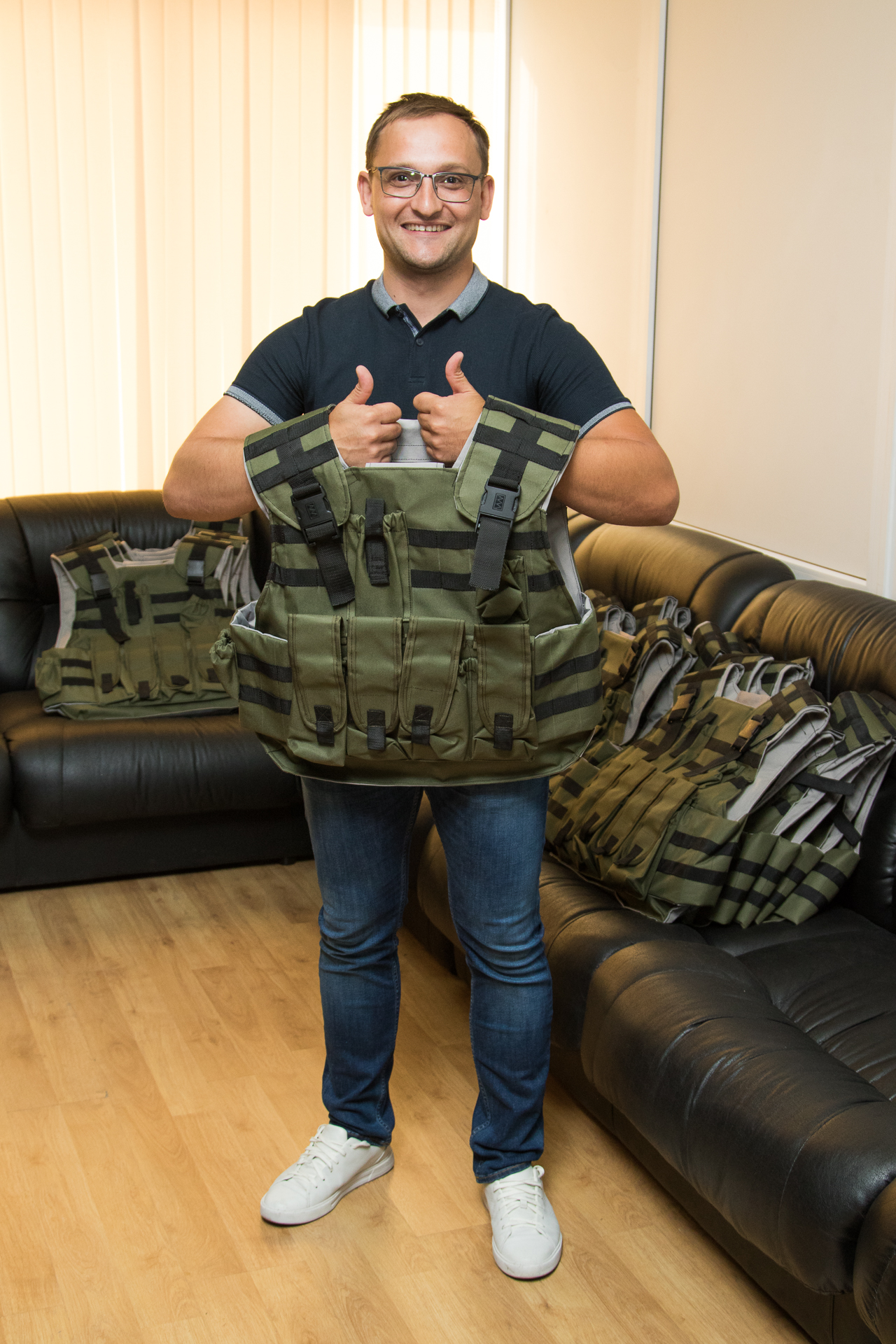

29 серпня 2022 представник Allrise Capital Inc. Сергій Бурка підписав трьохсторонній меморандум про співпрацю з Сергієм Притулою та Футбольним клубом «Чорноморець», спрямований на допомогу ЗСУ.
Грошова та матеріальна допомога ЗСУ за 2022 рік від Allrise Capital Inc. зосереджується головним чином на комплектуванні різних військових підрозділів бронежилетами (виробництва Туреччини), екіпіруванням, тепловізорами та іншим..
Для Військового шпиталю Одеси за кошти, виділені Allrise Capital Inc., було закуплено та передано ряд медичних засобів негайної необхідності: базові інвалідні колісні крісла, штативи, системи переливання крові та системи під крапельниці.
Для підтримки та забезпечення життєдіяльності ТРО міста Одеси від Allrise Capital Inc. спільно з керівництвом стадіону «Чорноморець» в необхідній кількості було передано на устаткування військовим: матраци, наматрацники, подушки, наволочки, ковдри, простирадла, полотенця, бойлери водонагріву, набори інструментів для ремонту техніки, комп'ютерну техніку (ноутбуки, планшети) і мобільні телефони.
Важливим напрямом у волонтерській діяльності Allrise Capital Inc. під час повномасштабної війни в Україні стало забезпечення логістики і перевезення до України гуманітарної допомоги.
Починаючи з жовтня 2022 року за підтримки Allrise Capital Inc. на базі стадіону «Чорноморець» проводяться «Дні підтримки» (концерти, міні-фестивалі, роздача гуманітарної допомоги для ВПО) спільно з Благодійним Фондом «Тримай», Одеським Муніципальним театром ім.Саліка, Арт-Хабом, учасниками проекту «Творча сила», КП «Парки Одеси», 59-им будинком офіцерів Одеси та іншим. Список партнерів постійно доповнюються. Жіноча футбольна команда SeaSters активно займається благодійністю, після кожного офіційного матчу переводить кошти на допомогу Збройним Силам України та постраждалим у військових конфліктах.

### Благодійність у США та світі
З 2021 року Allrise Capital Inc. активно спрямовує кошти на благодійність. На сьогоднішній день[коли?], сума благодійної допомоги склала майже півмільйона доларів (410 000 доларів США). Протягом останніх кількох років Allrise Capital Inc. у партнерстві з Merkle Standard активно надає допомогу в різних сферах, починаючи від підтримки екстрених служб і закінчуючи культурними заходами.[джерело?]

#### Підтримка екстрених служб
Компанія виділила 136 000 доларів США на підтримку служб швидкого реагування, включаючи пожежні райони, відділ шерифа та пошуково-рятувальні групи округу Пенд-Орейл, штат Вашингтон. Завдяки цій допомозі, департамент шерифа зміг забезпечити всі транспортні засоби департаменту, автоматичними зовнішніми дефібриляторами (АЗД). Крім того, у співпраці з Bitmain, Pend Orielle Fire District 2, отримав нову вантажівку та сучасне обладнання для евакуації.[джерело?]

#### Підтримка ветеранів
Внесок компанії у розмірі 82 000 доларів США допоміг American Legion Calispel Post 217 та American Legion Post & Auxiliary Unit 144 в Metaline Falls надати необхідні послуги ветеранам.[джерело?]
Allrise Capital Inc. активно підтримує ветеранів через свої дочірні компанії, включаючи Merkle Standard. Компанія не лише співпрацює з організаціями, які опікуються ветеранами, але й активно залучає до роботи колишніх військовослужбовців. У складі команди Merkle Standard є представники всіх видів збройних сил США, і компанія пишається їхнім внеском у захист країни. Крім того, Merkle Standard разом із Allrise Capital Inc. бере участь у програмі SkillBridge Міністерства оборони США, яка надає військовим можливість проходити стажування і здобувати необхідні навички для успішного переходу до цивільної кар’єри.

#### Інвестиції в освіту
Інвестиції компанії в освіту склали понад 54 000 доларів США, щоб студенти з Cusick School, Newport High School, Scholarships Selkirk та інших закладів могли здобувати якісну освіту.[джерело?]

#### Екологічна сталість та сільське господарство
Компанія виділила 54 000 доларів США, а також постійно підтримує проєкт розвитку теплиць, розташованих на території заводу Merkle Standard в місті Уск, штат Вашингтон. Цей проєкт підтверджує концепцію використання тепла, що утворюється в дата-центрах, для вирощування продукції протягом усього року в холодному кліматі.[джерело?]

#### Підтримка місцевих громад
Компанія спрямувала благодійну суму в розмірі 40 000 доларів США на організацію різноманітних заходів, таких як святкування Дня незалежності Америки, церемонії запалення вогнів на різдвяній ялинці в місті Ньюпорт, спонсорство щорічних фестивалів «Бігфут» і «Фестиваль врожаю» в окрузі Пенд-Орей, штат Вашингтон, та інших подій.[джерело?]

#### Співпраця з корінними американцями
З 2022 року компанія стала партнером щорічного благорійного турніру з гольфу Kalispel Tribe зі збору коштів та підтримала турніру з баскетболу 3х3, організований індіанським племенем Каліспел. У 2023 році співробітники Merkle Standard пожертвували нові шкарпетки для 100 потребуючих молодих людей на святковому заході, організованому племенем Tribe.[джерело?]

#### Підтримка культурних заходів
Місцеві родео в Ньюпорті та К’юсіку — це дві найбільші щорічні події в окрузі Пенд-Орей. З 2022 року Allrise Capital Inc. зробили внесок у розмірі 26 000 доларів США для фінансування цих заходів. Ці пожертви допомогли оновити обидва місця проведення родео, дозволивши встановити нове освітлення, покращити доступ для людей з інвалідністю та облаштувати нове покриття арени.[джерело?]

#### Спортивна підтримка
Allrise Capital Inc. завжди підтримує різноманітні спортивні програми, включаючи спонсорство молодіжних легкоатлетичних команд від Молодіжної атлетичної асоціації Кусіка, а також молодіжні бейсбольні команди з Ньюпорта, Пріст-Рівер, Айдахо та інші спортивні ініціативи.[джерело?]

#### Підтримка українських проєктів у США
Компанія співпрацює з Генеральним консульством України в Сан-Франциско для просування дипломатичних, культурних та освітніх заходів. Компанія сприяє в організації благодійних концертів та збирає кошти для допомоги Збройним Силам України. Партнерство з Українським тижнем у місті Вашингтон сприяло просуванню інтересів України серед американської громади, політичних лідерів, представників бізнесу та церковних кіл.

#### Корпоративні ресурси Allrise Capital Inc.
Компанія організовує екскурсії для студентів, демонструє технічні процеси, відновлює електрику в населених пунктах, що постраждали від лісових пожеж, спонсорує рекламу в місцевих ЗМІ для залучення волонтерів-пожежників і багато іншого.[джерело?]